# 건축전기설비설계기준
건축전기설비설계기준은 건축물의 전기시설을 안전하고 효율적으로 설계하는데 필요한 기준으로서, 국토해양부의 위임을 받아 (사)한국조명전기설비학회에서 그 내용을 마련하고, 관련 위원회의 심의를 거쳐 국토교통부 공고로서 관리되는 기준이다. 최근의 기준은 2011년 12월 15일의 '국토해양부 공고 제2011-1198호'다.

## 참고 자료
- 국토해양부; (사)한국조명·전기설비학회 (2011). “건축전기설비설계기준” (PDF). 11-1611000-002165-14(발간등록번호). 2016년 10월 17일에 확인함.
- (사)한국조명·전기설비학회 (2013년 6월 13일). “건축전기설비설계기준(2011년판) 정오표” (PDF). #. 2016년 10월 18일에 원본 문서 (PDF)에서 보존된 문서. 2016년 10월 17일에 확인함.